# Ophichthus puncticeps
Ophichthus puncticeps is een straalvinnige vissensoort uit de familie van slangalen (Ophichthidae). De wetenschappelijke naam van de soort is voor het eerst geldig gepubliceerd in 1860 door Johann Jakob Kaup.